# Ethan Horvath
Ethan Horvath (Highlands Ranch, 9 juni 1995) is een Amerikaanse voetbaldoelman, die sinds juli 2022 voor de Britse voetbalclub Luton Town speelt. Voordien speelde hij bij het Noorse Molde FK, het Belgische Club Brugge en het Engelse Nottingham Forest dat hem in het seizoen 2022/23 verhuurde aan Luton.

## Beginjaren
Horvath is geboren en getogen in Highlands Ranch, Colorado. Zijn vader, Peter, speelde professioneel voetbal in de Amerikaanse Major Indoor Soccer League, bij Denver Avalanche. Zijn moeder speelde schoolvoetbal. Horvath zette zijn eerste stappen bij Real Colorado. Hij trainde ook bij Bristol City, Manchester City en Stoke City in Engeland. Horvath is van Hongaarse afkomst via zijn vader.

## Clubcarrière

### Molde FK
Horvath tekende zijn eerste profcontract bij Molde FK, uitkomend in de Eliteserien in Noorwegen. Hij werd aangeworven door Molde manager en voormalig speler van Manchester United Ole Gunnar Solskjær. Op 16 mei 2015 maakte Horvath zijn professioneel debuut ter vervanging van Ørjan Nyland in de 55 ste minuut. Door de verkoop van Nyland in juli 2015 aan Ingolstadt werd Horvath eerste doelman. Op het einde van het seizoen 2015 had Molde slechts 31 tegendoelpunten, de op een na beste verdediging na kampioen Rosenborg. In de voorronde van de Champions League 15/16 was Dinamo Zagreb in de derde kwalificatieronde te sterk nadat Horvath en Molde een ronde eerder nog Pjoenik Jerevan uitschakelde. In de play-off ronde van de Europa League 15/16 schakelden Horvath en Molde Standard Luik uit. Door die overwinning mocht Molde aantreden in de groepsfase en voegde Horvath zich bij Brad Friedel, Kasey Keller, Tim Howard en Brad Guzan als enige Amerikaanse keepers die ooit in een UEFA-tornooi de groepsfase behaalde. Op 2 oktober 2015 werd Horvath genoemd in het Europa League Team van de Week, een dag nadat hij tot Man van de wedstrijd werd genoemd voor een 1–1 gelijkspel tegen Ajax. Horvath leidde Molde naar een eerste plaats in groep A, verder nog bestaande uit Fenerbahçe en Celtic. In de 1/16 finales kon Horvath een uitschakeling tegen Sevilla FC niet vermijden. Tegen de uiteindelijke eindwinnaar verloor Molde met 3–1 in de twee onderliggende duels.

### Club Brugge
Op 3 januari 2017 tekende Horvath een contract voor vierenhalf jaar bij Club Brugge. Op 5 mei 2017 maakte Horvath zijn debuut in de eerste klasse A. Op het veld van Charleroi legde Horvath de bal voor hem maar had niet gezien dat David Pollet nog in zijn rug stond. Die kon de bal gemakkelijk veroveren en scoren. De wedstrijd werd uiteindelijk met 1–3 gewonnen door Club Brugge. Het seizoen 2017/18 begon Horvath als eerste doelman bij Club Brugge. Na enkele mindere prestaties en vooral de 2–0 nederlaag tegen Genk deden Ivan Leko ingrijpen waardoor Horvath zijn plaats onder de lat verloor aan Guillaume Hubert. Uiteindelijk verloor Horvath zijn plaats binnen de selectie en er kwam een keeperscarrousel op gang bij Club Brugge. Naast Hubert kregen ook Ludovic Butelle, Vladimir Gaboelov en Kenneth Vermeer hun kans. Uiteindelijk kreeg Horvath een nieuwe kans op 10 mei 2018 in de met 1–3 gewonnen uitwedstrijd bij Charleroi. Hij speelde de resterende wedstrijden van de competitie en werd zo met Club Brugge landskampioen in het seizoen 2017/18. Het seizoen 2018/19 begon Horvath als tweede doelman nadat Club Brugge Karlo Letica had aangetrokken in het tussenseizoen. Na enkele mindere prestaties van Letica kreeg Horvath op 30 oktober 2018 opnieuw het vertrouwen van Leko voor de wedstrijd tegen KV Oostende die met 4–0 werd gewonnen. Op 6 november 2018 maakte Horvath zijn debuut in de groepsfase van de Champions League. In zijn debuutwedstrijd op het veld van AS Monaco wist hij een clean sheet te behalen. De wedstrijd in Monaco leverde hem, samen met ploeggenoot Hans Vanaken, een plaats op in Champions League Team van de Week. In de twee volgende wedstrijden tegen Borussia Dortmund en Atlético Madrid wist Horvath geen doelpunten te slikken. Hierdoor werd Horvath de eerste doelman, uitkomend voor een Belgische voetbalploeg, die drie clean-sheets op rij wist te behalen.

## Clubstatistieken
| Seizoen | Club              | Land               | Competitie         | Competitie | Competitie | Beker | Beker | Internationaal | Internationaal | Totaal | Totaal |
| Seizoen | Club              | Land               | Competitie         | Wed.       | Dlp.       | Wed.  | Dlp.  | Wed.           | Dlp.           | Wed.   | Dlp.   |
| ------- | ----------------- | ------------------ | ------------------ | ---------- | ---------- | ----- | ----- | -------------- | -------------- | ------ | ------ |
| 2013    | Molde FK          | Vlag van Noorwegen | Tippeligaen        | 0          | 0          | 0     | 0     | —              | —              | 0      | 0      |
| 2014    | Molde FK          | Vlag van Noorwegen | Tippeligaen        | 0          | 0          | 2     | 0     | 0              | 0              | 2      | 0      |
| 2015    | Molde FK          | Vlag van Noorwegen | Tippeligaen        | 17         | 0          | 2     | 0     | 0              | 0              | 19     | 0      |
| 2016    | Molde FK          | Vlag van Noorwegen | Tippeligaen        | 22         | 0          | 0     | 0     | 13             | 0              | 35     | 0      |
| 2016/17 | Club Brugge       | Vlag van België    | Jupiler Pro League | 4          | 0          | 0     | 0     | 0              | 0              | 4      | 0      |
| 2017/18 | Club Brugge       | Vlag van België    | Jupiler Pro League | 15         | 0          | 0     | 0     | 4              | 0              | 19     | 0      |
| 2018/19 | Club Brugge       | Vlag van België    | Jupiler Pro League | 28         | 0          | 1     | 0     | 5              | 0              | 36     | 0      |
| 2019/20 | Club Brugge       | Vlag van België    | Jupiler Pro League | 2          | 0          | 1     | 0     | 0              | 0              | 3      | 0      |
| 2020/21 | Club Brugge       | Vlag van België    | Jupiler Pro League | 2          | 0          | 1     | 0     | 1              | 0              | 4      | 0      |
| 2021/22 | Nottingham Forest | Vlag van Engeland  | Championship       | 0          | 0          | 0     | 0     | —              | —              | 0      | 0      |
| TOTAAL  | TOTAAL            | TOTAAL             | TOTAAL             | 90         | 0          | 7     | 0     | 23             | 0              | 120    | 0      |

Laatste aanpassing op 19 juli 2021

## Internationale carrière
Horvath doorliep verschillende nationale jeugdteams. Horvath werd voor het eerst bij de nationale ploeg gehaald door bondscoach Jürgen Klinsmann in voorbereiding van de Copa América Centenario 2016. Horvath kwam niet in actie. In een interview noemde Klinsmann Horvath als de grootste hoop voor de toekomst voor wat betreft de doelmanpositie. Op 7 oktober 2016 maakte Horvath zijn debuut in de met 0–2 gewonnen uitwedstrijd tegen Cuba. Op 20 november 2018 wist Horvath schitterend te overtuigen in de wedstrijd tegen Italië en werd verkozen tot man van de match.
| Interlands van Ethan Horvath voor Verenigde Staten | Interlands van Ethan Horvath voor Verenigde Staten | Interlands van Ethan Horvath voor Verenigde Staten | Interlands van Ethan Horvath voor Verenigde Staten | Interlands van Ethan Horvath voor Verenigde Staten | Interlands van Ethan Horvath voor Verenigde Staten | Interlands van Ethan Horvath voor Verenigde Staten |
| Nr.                                                | Datum                                              | Wedstrijd                                          | Uitslag                                            | Soort wedstrijd                                    | Doelpunten                                         |                                                    |
| Als speler bij Molde FK                            | Als speler bij Molde FK                            | Als speler bij Molde FK                            | Als speler bij Molde FK                            | Als speler bij Molde FK                            | Als speler bij Molde FK                            | Als speler bij Molde FK                            |
| -------------------------------------------------- | -------------------------------------------------- | -------------------------------------------------- | -------------------------------------------------- | -------------------------------------------------- | -------------------------------------------------- | -------------------------------------------------- |
| 1.                                                 | 7 oktober 2016                                     | Cuba - Verenigde Staten                            | 0 - 2                                              | Vriendschappelijk                                  |                                                    |                                                    |
| Als speler bij Club Brugge                         |                                                    |                                                    |                                                    |                                                    |                                                    |                                                    |
| 2.                                                 | 14 november 2017                                   | Portugal - Verenigde Staten                        | 1 - 1                                              | Vriendschappelijk                                  |                                                    |                                                    |
| 3.                                                 | 20 november 2018                                   | Italië - Verenigde Staten                          | 1 - 0                                              | Vriendschappelijk                                  |                                                    |                                                    |
| 4.                                                 | 27 maart 2019                                      | Verenigde Staten - Chili                           | 1 - 1                                              | Vriendschappelijk                                  |                                                    |                                                    |
| 5.                                                 | 30 mei 2021                                        | Zwitserland - Verenigde Staten                     | 2 - 1                                              | Vriendschappelijk                                  |                                                    |                                                    |
| 6.                                                 | 7 juni 2021                                        | Verenigde Staten - Mexico                          | 3 - 2 n.v.                                         | CONCACAF Nations League                            |                                                    |                                                    |
| 7.                                                 | 10 juni 2021                                       | Verenigde Staten - Costa Rica                      | 4 - 0                                              | Vriendschappelijk                                  |                                                    |                                                    |

## Erelijst
| Competitie           |          |                           |          |          |
| Competitie           | Aantal   | Jaren                     |          |          |
| Molde FK             | Molde FK | Molde FK                  | Molde FK | Molde FK |
| -------------------- | -------- | ------------------------- | -------- | -------- |
| Kampioen Noorwegen   | 1x       | 2014                      |          |          |
| Beker van Noorwegen  | 1x       | 2014                      |          |          |
| Club Brugge          |          |                           |          |          |
| Landskampioen België | 3x       | 2017/18, 2019/20, 2020/21 |          |          |
| Belgische Supercup   | 1x       | 2018                      |          |          |

| Competitie              | Winnaar          | Winnaar          | Runner-up        | Runner-up        | Derde            | Derde            |
| Competitie              | Aantal           | Jaren            | Aantal           | Jaren            | Aantal           | Jaren            |
| Verenigde Staten        | Verenigde Staten | Verenigde Staten | Verenigde Staten | Verenigde Staten | Verenigde Staten | Verenigde Staten |
| ----------------------- | ---------------- | ---------------- | ---------------- | ---------------- | ---------------- | ---------------- |
| CONCACAF Nations League | 1x               | 2019/20          |                  |                  |                  |                  |

4 Morato ·
5 Murillo ·
6 Sangaré ·
7 Williams ·
8 Anderson ·
9 Awoniyi ·
10 Gibbs-White ·
11 Wood ·
12 Omobamidele ·
14 Hudson-Odoi ·
15 Toffolo ·
16 Domínguez ·
17 Moreira ·
18 Ward-Prowse ·
19 Moreno ·
21 Silva ·
21 Elanga ·
22 Yates  ·
24 Sosa ·
25 Dennis ·
26 Sels ·
28 Danilo ·
30 Boly ·
31 Milenković ·
32 O'Brien ·
33 Miguel ·
34 Aina ·
Coach: Nuno
· Assistent-coach: Reid
1 Turner ·
2 Dest ·
3 Zimmerman ·
4 Adams  · 
5 Robinson ·
6 Musah ·
7 Reyna ·
8 McKennie ·
9 Ferreira ·
10 Pulisic ·
11 Aaronson ·
12 Horvath ·
13 Ream ·
14 De la Torre ·
15 Long ·
16 Morris ·
17 Roldan ·
18 Moore ·
19 Wright ·
20 Carter-Vickers ·
21 Weah ·
22 Yedlin ·
23 Acosta ·
24 Sargent ·
25 Johnson ·
26 Scally ·
Coach: Berhalter